# Велимченська сільська територіальна громада
Велимченська сільська територіальна громада — об'єднана територіальна громада в Україні, в Ковельському районі Волинської області. Адміністративний центр — село Велимче. До реформи 2020 року належав Ратнівському районові.
Площа громади — 110,88 км², населення — 3786 мешканців (2018).
Утворена 30 січня 2017 року шляхом об'єднання Велимченської та Датинської сільських рад Ратнівського району.
19 липня 2020 року приєднана до новоствореного Ковельського району.

## Населені пункти
До складу громади входять 4 села: Велимче, Датинь, Дошне та Запілля.

## Географія
Водоймища на території, підпорядкованій громаді: річка Турія, озеро Вінок.